# جورج بارك فيشر
جورج بارك فيشر (بالإنجليزية: George Park Fisher)‏ هو مؤرخ أمريكي، ولد في 10 أغسطس 1827، وتوفي في 20 ديسمبر 1909.